# Sangatte
Sangatte – miejscowość i gmina we Francji, w regionie Hauts-de-France, w departamencie Pas-de-Calais.
Według danych na rok 1990 gminę zamieszkiwało 3326 osób, a gęstość zaludnienia wynosiła 233 osób/km² (wśród 1549 gmin regionu Nord-Pas-de-Calais Sangatte plasuje się na 264. miejscu pod względem liczby ludności, natomiast pod względem powierzchni na miejscu 141.).
W 2010 roku odbyły się tutaj Mistrzostwa Europy juniorek w boksie kobiecym.